# فرانك فالنتينو
فرانك فالنتينو (بالإنجليزية: Frank Valentino)‏ هو مغني ومغني أوبرا أمريكي، ولد في 6 يناير 1907 في نيويورك في الولايات المتحدة، وتوفي في 14 يونيو 1991 في فيرفاكس في الولايات المتحدة.